# Dialekty północnorosyjskie

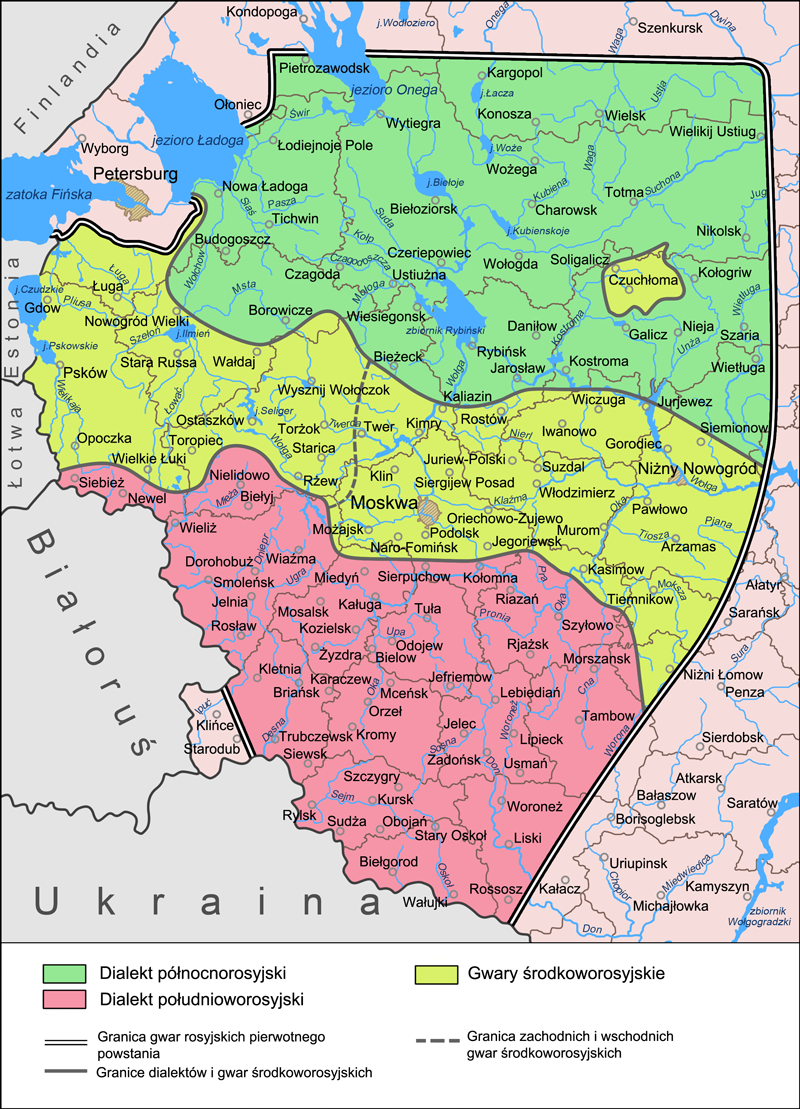
Dialekty języka rosyjskiego

Narzecze północnorosyjskie, dialekty północnorosyjskie lub gwary północnorosyjskie (ros. северорусское наречие, северные говоры русского языка) – grupa dialektów języka rosyjskiego używana na północny pierwotnego obszaru wielkoruskiego. Razem z dialektami południoworosyjskimi oraz znajdującym się pomiędzy tymi dwiema grupami pasem przejściowych gwar środkoworosyjskich tworzą one dialekty rosyjskie.
Z gwarami północnorosyjskimi związany był język staronowogrodzki – dawny język literacki Republiki Nowogrodzkiej.

## Podział dialektów północnorosyjskich
Wyróżnia się w tej grupie pięć dialektów: archangielski (pomorski; nad Morzem Białym), ołoniecki (nad jeziorem Onega), wołogodzko-wiacki (wschodni), leningradzko-nowogrodzki (zachodni) i włodzimiersko-powołżański.
Najbardziej typowe cechy północnorosyjskie mają trzy pierwsze z wymienionych dialektów, podczas gdy pozostałe mają charakter przejściowy i cechują się licznymi wpływami narzecza południoworosyjskiego i rosyjskiego języka literackiego.

## Cechy językowe
Do cech fonetycznych charakterystycznych dla dialektów północnorosyjskich należą:
- przejście ’a po spółgłoskach miękkich w ’e, np. gr’ez’, v gr’ez’i, vz’et’ wobec ros. lit. грязь, в грязи, взять[4],
- zróżnicowana wymowa psł. *ě (jać) pod akcentem – jako i w gwarach leningradzko-nowogrodzkich, np. s’ino, f s’in’e, b’iłoj, χlip; jako wąskie ė w większości gwar ołonieckich i archangielskich, np. s’ėno, f s’ėn’e, niekiedy wymowa zależna od palatalizacji następującej spółgłoski lub archaiczna wymowa dyftongiczna przez ie, np. s’i̯eno, b’i̯ełoj, χli̯ep[4],
- zanik interwokalicznego j i związane z tym kontrakcje samogłosek, np. znáet~znáat~znat, stára izbá[4].
- tzw. cokanie, czyli nierozróżnianie w wymowie dawnych *č i *c i zastępowanie ich jedną głoską – c, c’ lub č’, np. c’ístyj, c’údo, c’asý[4], por. ros. lit. чи́стый, чу́до, часы́,
- asymilacje grup spółgłoskowych zawierających spółgłoskę nosową, np. onnómu, damnó, mnuk, ommázał, por. lit. ros. одному́, давно́, внук, обма́зал[4],
- okanie, tj. brak akania (wymowy nieakcentowanego o jak a), np. oknó, voróna[5],
- pod starym i nowym akutem *o dało zwężone ô lub dyftong u̯o, np. moru̯oz, koru̯ova, bołu̯oto, ku̯oža, vu̯ola[5],
- zwarta wymowa g, np. gorá, nogá, wobec szczelinowej ɣ w gwarach południoworosyjskich oraz ukraińskich i białoruskich[5].

Charakterystycznymi cechami morfologii są:
- postpozytywna partykuła wzmacniająca -ot, -ta, -to, podkreślająca treść wyraz, np. dóm-ot, izbá-ta, s’ołó-to, przypominająca bułgarski rodzajnik[4],
- twarda końcówka -t w 3. osobie l. poj. i mn., np. on stoít, oni prós’at[5],
- utrzymanie końcówki -ogo wobec literackiej -ого wymawianej przez -v-, np. archangielskie i ołonieckie stárogo, togo, w innych gwarach północnorosyjskich też -oɣo[5].